# Les Bull (Brits muzikant)
Les Bull (? - 3 mei 2015) was een Britse jazz-trompettist, zanger en bandleider in de dixieland-jazz.
Les Bull leidde verschillende groepen, waaronder de Les Bull Band. Met deze groep speelde hij een mix van dixieland en swing. Hij stopte met die band in december 2011, maar kwam in oktober 2014 terug. De band heette toen inmiddels Quincy Street Quintet en stond onder leiding van Pete Major. 

## Discografie
- Live at the Outgate (Les Bull's Festival Jazz Band), Lake Records, 1990
- Hustlin' & Bustlin'  (live-cd), P.E.K. Sound, 2010